# Jim Miller (giocatore di football americano)
James Donald Miller, detto Jim (Grosse Pointe, 9 febbraio 1971), è un ex giocatore di football americano statunitense che ha giocato nel ruolo di quarterback nella National Football League (NFL). Al college giocò a football all'Università statale del Michigan.

## Carriera
Miller fu scelto dai Pittsburgh Steelers nel corso del sesto giro (178º assoluto) del Draft NFL 1994. Con essi non disputò mai una partita completa in tre stagioni. In seguito passò agli Atlanta Falcons (1997) senza mai scendere in campo. Fu nel 1999, nel suo secondo anno coi Chicago Bears, che si guadagnò il posto di titolare. La sua promettente stagione fu però interrotta quando divenne il primo quarterback ad essere sospeso dalla lega per uso di sostanze vietate. Miller affermò di non avere letto l'etichetta di un integratore alimentare contenente lo steroide nandrolone. Fu sospeso per quattro partite e perse 100.000 dollari di stipendio.
Al suo ritorno, Miller si impose nuovamente come titolare dei Bears nella loro breve avventura nei playoff del 2001, la loro prima qualificazione dal 1994. Col secondo miglior record della NFC e alla pari il secondo migliore della NFL, 13-3 assieme ai Pittsburgh Steelers, Chicago Bears ebbe la possibilità di accedere direttamente al secondo turno. Ciò fu dovuto in larga parte a una delle miglior difese della lega e dal controllo del pallone dell'attacco gestito da Miller. Il 19 gennaio 2002, i Bears incontrarono i Philadelphia Eagles nel divisional round dei playoff con Jim Miller come quarterback titolare. La gara si mantenne equilibrata fino a quando, nei secondi finali del primo tempo, il defensive end Hugh Douglas inflisse un colpo a Miller che gli slogò la spalla. Shane Matthews lo sostituì e Chicago perse con Philadelphia 33–19.
Miller perse il posto da titolare nel 2002. Anche se non tentò più un passaggio da allora, ricevette un anello del Super Bowl come riserva nei New England Patriots nel 2004. Prima della stagione 2005 firmò coi New York Giants ma fu svincolato dopo breve a causa di un infortunio, ritirandosi.

## Palmarès

### Franchigia
- Super Bowl : 1

New England Patriots XXXIX
- American Football Conference Championship: 2

Pittsburgh Steelers: 1995
New England Patriots: 2004

## Statistiche
| Yard passate  | 6.387 |
| Touchdown     | 36    |
| Intercetti    | 31    |
| Passer rating | 75,2  |